# Javanoshörning
Javanoshörning (Rhinoceros sondaicus) lever främst i nationalparken Ujung Kulon på ön Java i Indonesien. Denna art av noshörningar har noshorn men saknar pannhorn.
Det vetenskapliga namnet har samma betydelse som det svenska namnet. Släktnamnet är sammansatt av de grekiska orden rhino (nos) och ceros (horn). Artepitet sondaicus syftar på Sundaöarna där Java ingår.

## Utseende
Javanoshörningen är ungefär lika stor som indisk pansarnoshörning med en kroppslängd på upp till 4 meter (vanligen 2 –3 m), en mankhöjd på cirka 170 centimeter och en vikt 0,9 och 2,3 ton. Mellan hanar och honor finns inga tydliga skillnader men hanarnas horn är större, och blir oftast 20 till 25 centimeter lång medan honornas horn bara är en liten knöl, eller saknas helt. Under 1950-talet beskrevs hannar som hade ett upp till 30,5 cm långt horn.
Vuxna djur är nakna och har en grå hud. De enda tydliga håren som förekommer hos vuxna exemplar är ögonbryn, en kam på öronens kanter och en tofs vid svansens slut. Arten har en mycket rörlig övre läpp som kan användas som gripverktyg. Javanoshörningen har i varje käkhalva 2 framtänder, ingen hörntand, 3 premolarer och 3 molarer, alltså 32 tänder. Ungdjurens mjölktänder bildas i varje käkhalva av 2 framtänder och 4 molarer. Hörntänder och premolarer saknas hos ungdjur.
Vid varje fot finns tre tår som är utrustade med hovar.

## Utbredning och systematik
Trots namnet förekom javanoshörningen inte bara på ön Java. Tidigare sträckte sig utbredningsområdet även över delar av det sydostasiatiska fastlandet från Bangladesh, över Myanmar, Thailand och Laos till Vietnam. Dessutom fanns djuret på Sumatra. Enligt nyare uppgifter levde den under 1500-talet även i södra Kina. Idag finns bara en liten population kvar (Se Status och hot).
Det ursprungliga utbredningsområdet på Java sträckte sig över låglandet och över bergstrakter upp till 3300 meter över havet.

### Underarter
- † R. s. annamiticus - förekom i Vietnam. Utdöd sedan oktober 2011.[5]
- R. s. sondaicus - förekommer på Java med cirka 40-60 individer.[1]

## Ekologi
Habitatet utgörs av tät tropisk regnskog i låglandet. Javanoshörningen behöver vatten samt platser med lös lera. Utanför parningstid lever den ensam och är nattaktiv. Efter dräktigheten, som varar i cirka 6 månader, föds vanligen ett ungdjur. Ägget vilar en tid efter befruktningen och därför är tiden mellan parning och födelse ungefär 15 månader. Ungen dias ungefär ett år och den stannar ytterliga två år hos modern. Könsmognaden infaller för honor efter 5 till 7 år medan de flesta hannar blir könsmogna efter ungefär 10 år. Livslängden går upp till 35 eller 40 år. Mellan två födslar ligger vanligen 4 eller 5 år.
Javanoshörning livnär sig främst av blad, kvistar, frukter och knopp. Födosöket sker oftast i skogar med tät undervegetation eller i skogsområden längs vattendrag eller vid kustlinjen. Arten dricker ibland havsvatten eller bräckt vatten, troligen för att få mineraler. Kvistarna som Javanoshörningen bitar av när den äter har vanligen en diameter på 10 till 15 mm men kvistar från några mjukare växter kan vara upp till 45 mm tjocka. Djuret böjar ner höga växter med sin kropp och griper bladen eller en annan mjuk växtdel med överläppen. När växterna flyttas tillbaka till sin ursprungliga position kan märken från noshörningens aktiviteter ligga upp till 2,55 meter över marken. Enligt uppskattningar vandrar en individ 0,4 till 3,8 km under ett dygn.
Oxdjuret banteng (Bos javanicus) är en potentiell konkurrent för Javanoshörningen men slidhornsdjuret föredrar främst gräs som föda. Noshörningen kan tävla med indisk muntjak om samma föda men hjortdjurets bestånd minskar på västra Java. Ibland syns svindjur och varaner som använder en slamgrop som skapades av Javanoshörningen.
Denna noshörning visade ingen rädsla mot asiatisk elefant och tiger när den delade utbredningsområde med dessa djur.

## Status och hot
Javanoshörningen är hotad av omedelbar utrotning. Arten hotas delvis av habitförstöring, men det största hotet utgörs av marknaden för djurets horn. Enligt traditionell kinesisk medicin ska ämnet ha läkande egenskaper.
Enligt uppskattningar från 2011 återstår endast runt 50 djur av arten i Indonesien. Även dessa fåtaliga djur är utsatta för tjuvjakt. Om detta fortsätter kommer den snart vara utrotad. För att skydda arten inrättades 1980 på västra Java Ujung Kulon nationalpark.
Det finns inga javanoshörningar i fångenskap. 2011 tjuvsköts den sista levande javanoshörningen på fastlandet som förekom i naturreservatet Cat Loc i Vietnam, och nu finns arten bara på Java. Javanoshörningen räknas därför som ett av de sällsyntaste däggdjuren, den listas av IUCN som akut hotad (CR).